# Kennedy, Alabama
Kennedy là một thị trấn thuộc quận Lamar, tiểu bang Alabama, Hoa Kỳ. Dân số năm 2009 là 490 người, mật độ đạt 62 người/km².